# Ostdeutscher Sparkassenverband

Logo des Ostdeutschen Sparkassenverbandes

Der Ostdeutsche Sparkassenverband (OSV) ist ein Sparkassen- und Giroverband der Sparkassen und Landesbausparkassen sowie Landesbanken in den Ländern Brandenburg, Mecklenburg-Vorpommern, Sachsen und Sachsen-Anhalt.

## Allgemeines

### Organisation

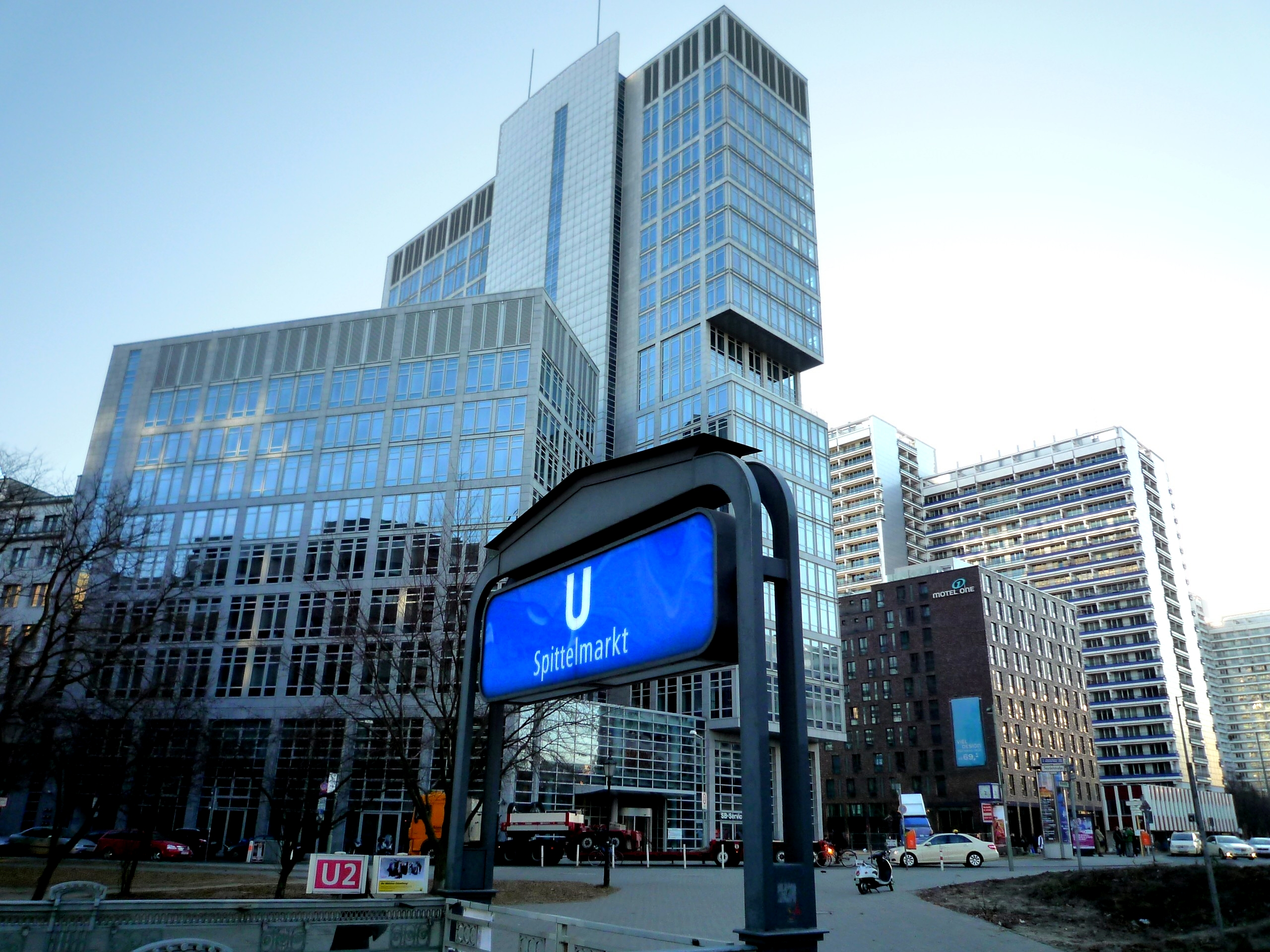
U-Bahnhof Spittelmarkt mit dem Sitz des Ostdeutschen Sparkassenverbandes im Hintergrund, 2011

Bei dem OSV handelt sich um einen Verband in der Rechtsform der Körperschaft des öffentlichen Rechts, der als Interessenverband fungiert und der Pflichtmitglieder hat. 
De OSV hat seinen Sitz in Berlin. Er vertritt die Interessen von 43 Mitgliedssparkassen. Der OSV versteht sich als Dienstleister für die Sparkassen in diesen Bundesländern. Er ist als einer der zwölf regionalen Sparkassenverbände, die im Dachverband des Deutschen Sparkassen- und Giroverbandes zusammengeschlossen sind.

### Geschichte
Die Vorläuferorganisation, der Sparkassenverband der DDR, wurde am 20. März 1990 gegründet. Noch im selben Jahr erfolgte die Umbenennung in „Ostdeutscher Sparkassen- und Giroverband (OSGV)“. Die Geschichte der Vorgängerinstitutionen und seiner Mitgliedsinstitute reicht allerdings zurück bis ins 19. Jahrhundert. In der DDR bestanden ab 1952 keine Sparkassenverbände mehr. 2005 erfolgte die Umbenennung des OSGV zum heutigen Namen.

### Struktur
Der OSV ist eine Körperschaft des öffentlichen Rechts. Geschäftsführender Präsident ist seit dem 1. Januar 2022 Ludger Weskamp. 
Die Landesbanken, die gleichzeitig auch die Aufgabe einer Girozentrale übernehmen, sind:
- Brandenburg: Landesbank Hessen-Thüringen
- Mecklenburg-Vorpommern: Norddeutsche Landesbank
- Sachsen: Landesbank Baden-Württemberg
- Sachsen-Anhalt: Norddeutsche Landesbank